# Giorgio Alberto Chiurco
Giorgio Alberto Chiurco (n. 13 octombrie 1895, Rovinj, Istria, Croația – d. 1975, Brescia, Italia) a fost un politician italian.